# Noordse zegge
De noordse zegge (Carex aquatilis) is een vaste plant die behoort tot de cypergrassenfamilie (Cyperaceae). De soort staat op de Nederlandse Rode lijst van planten als zeldzaam en matig afgenomen. De plant komt van nature voor in de koudere streken op het Noordelijk halfrond. Het aantal chromosomen is 2n = 72, 74–77 of 79–80.
De plant wordt 30 - 90 cm hoog, heeft lange, kruipende, vertakte wortelstokken en vormt zoden of losse pollen. De tot 3 mm dikke, gladde stengels zijn stomp driekantig en nogal bros. De grijs- of blauwgroene, vlakke of iets gootvormige, vrij stijve bladeren zijn 4 - 7 mm breed en langer dan de stengel. De onderste bladscheden zijn lichtbruin en voor een deel rood aangelopen.
Noordse zegge bloeit in mei en juni. Het onderste schutblad is langer dan de bloeiwijze en omvat met twee, donkere oortjes de stengel. De bovenste 2 - 3 aren zijn mannelijk met daaronder de 3 - 5 vrouwelijke aren. De vrouwelijke aren zijn 40 - 70 mm lang en 3 - 7 mm breed. De vrouwelijke bloemen hebben twee stempels. De 1,5 - 2,5 mm lange kafjes hebben een strokleurige drienervige kiel en een bruine rand. Het afgeplatte, 2 - 3 mm lange, witachtig groene of lichtgroene, soms enigszins purper gespikkelde urntje heeft alleen een verdikte middennerf (kiel) en geen snavel. Het urntje is een soort schutblaadje dat geheel om de vrucht zit.
De vrucht is een lensvormig, 2 -3 mm lang, groen, kaal nootje.
Noordse zegge komt voor in dichtgroeiende oude beekarmen en uitgeveende plassen.

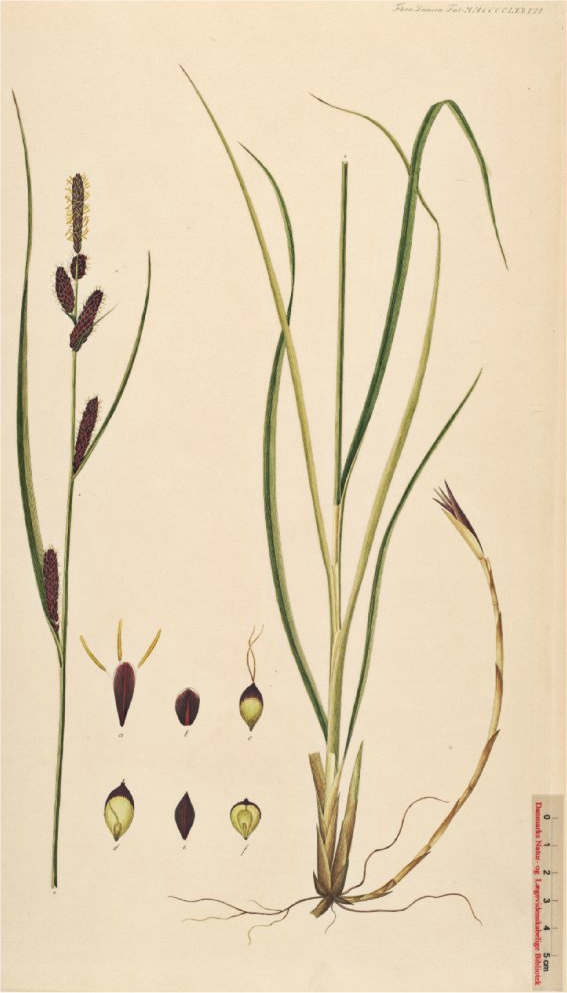
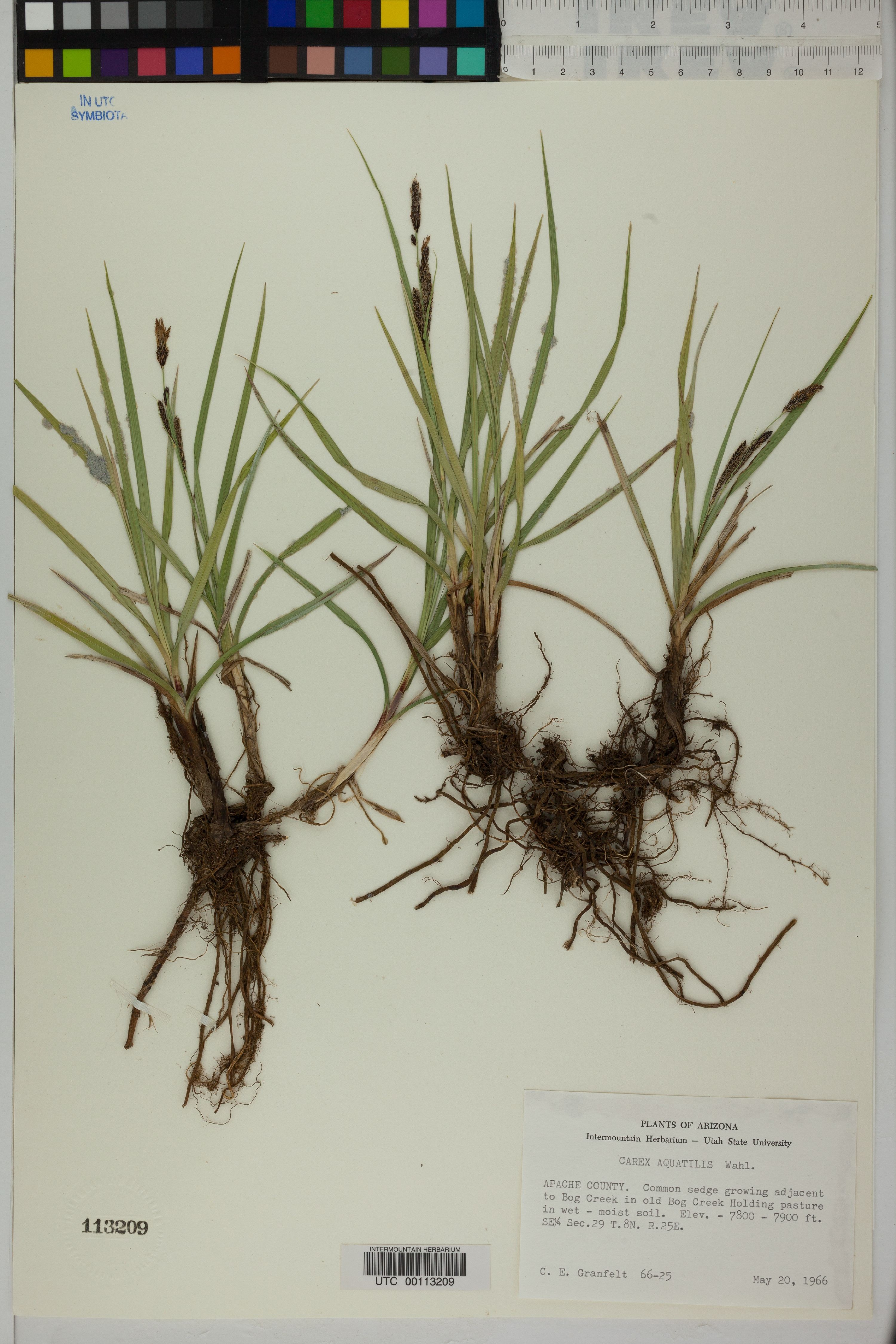
Plant
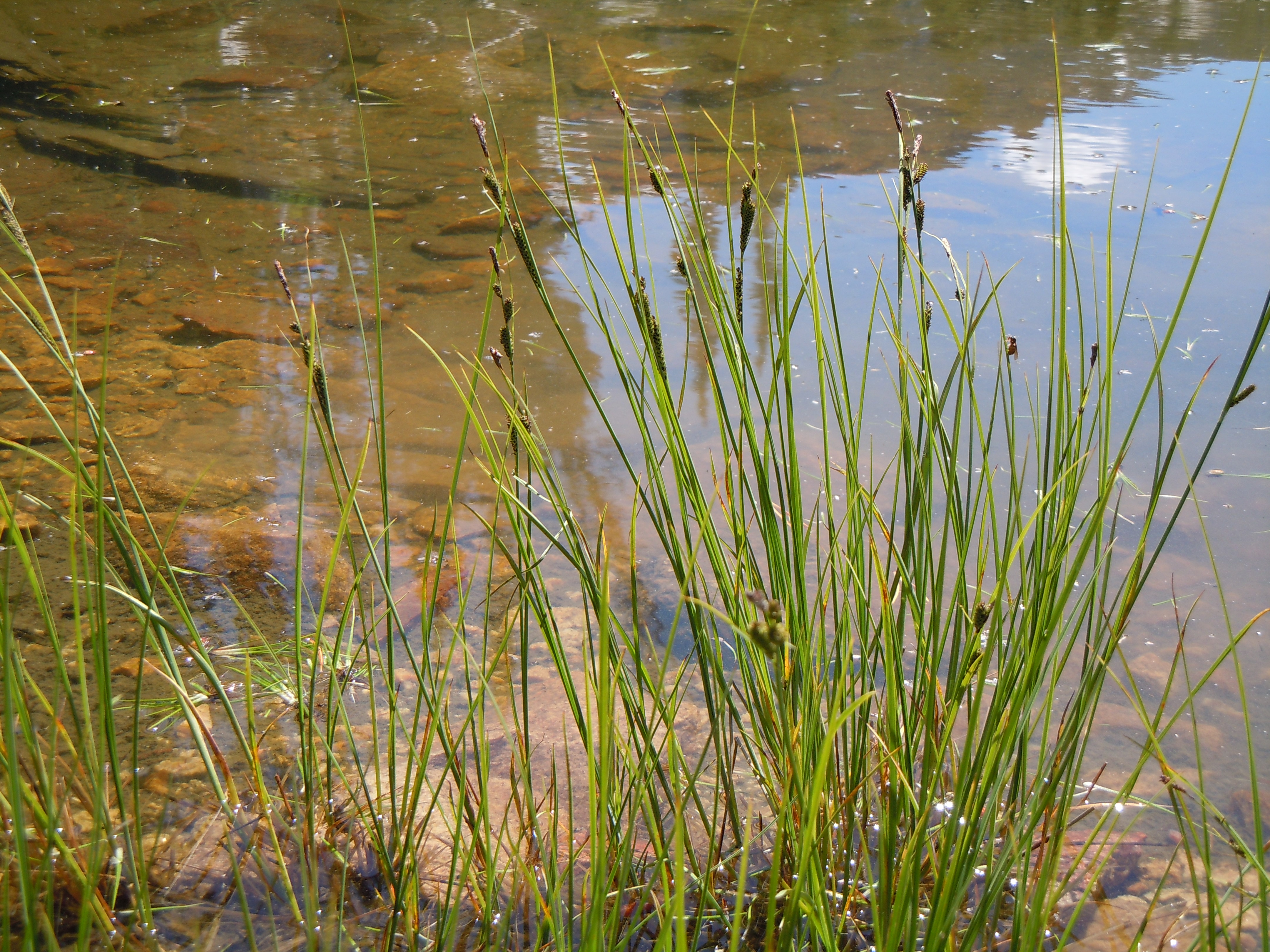
Plant
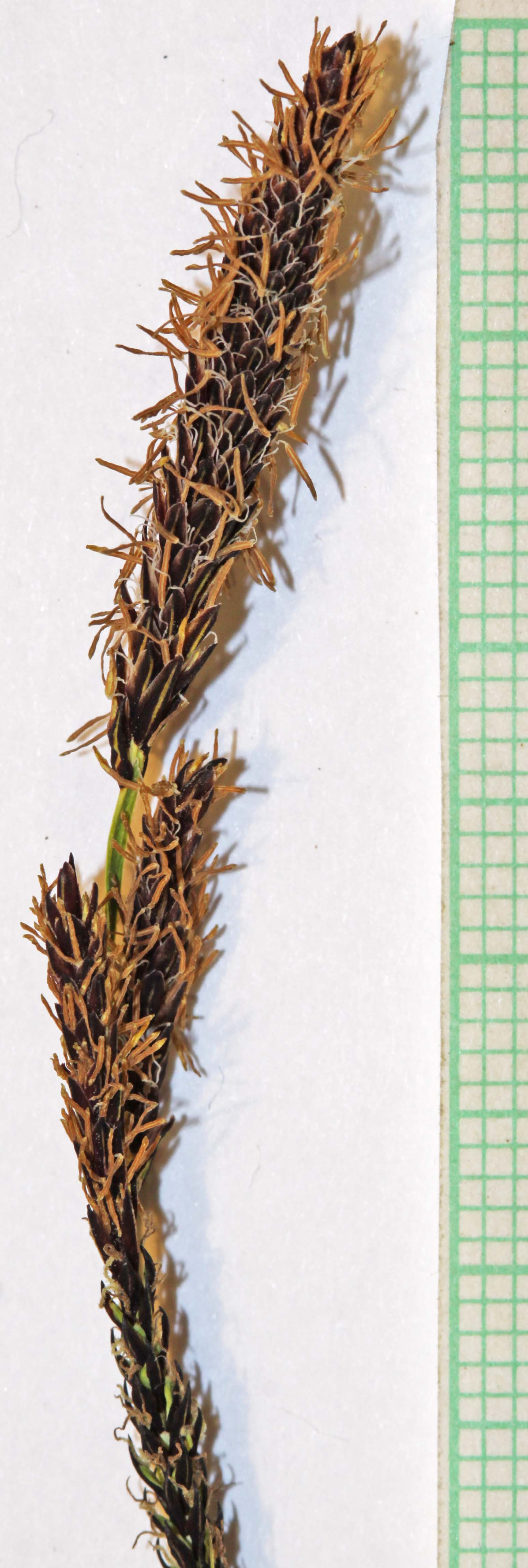
Mannelijke aren
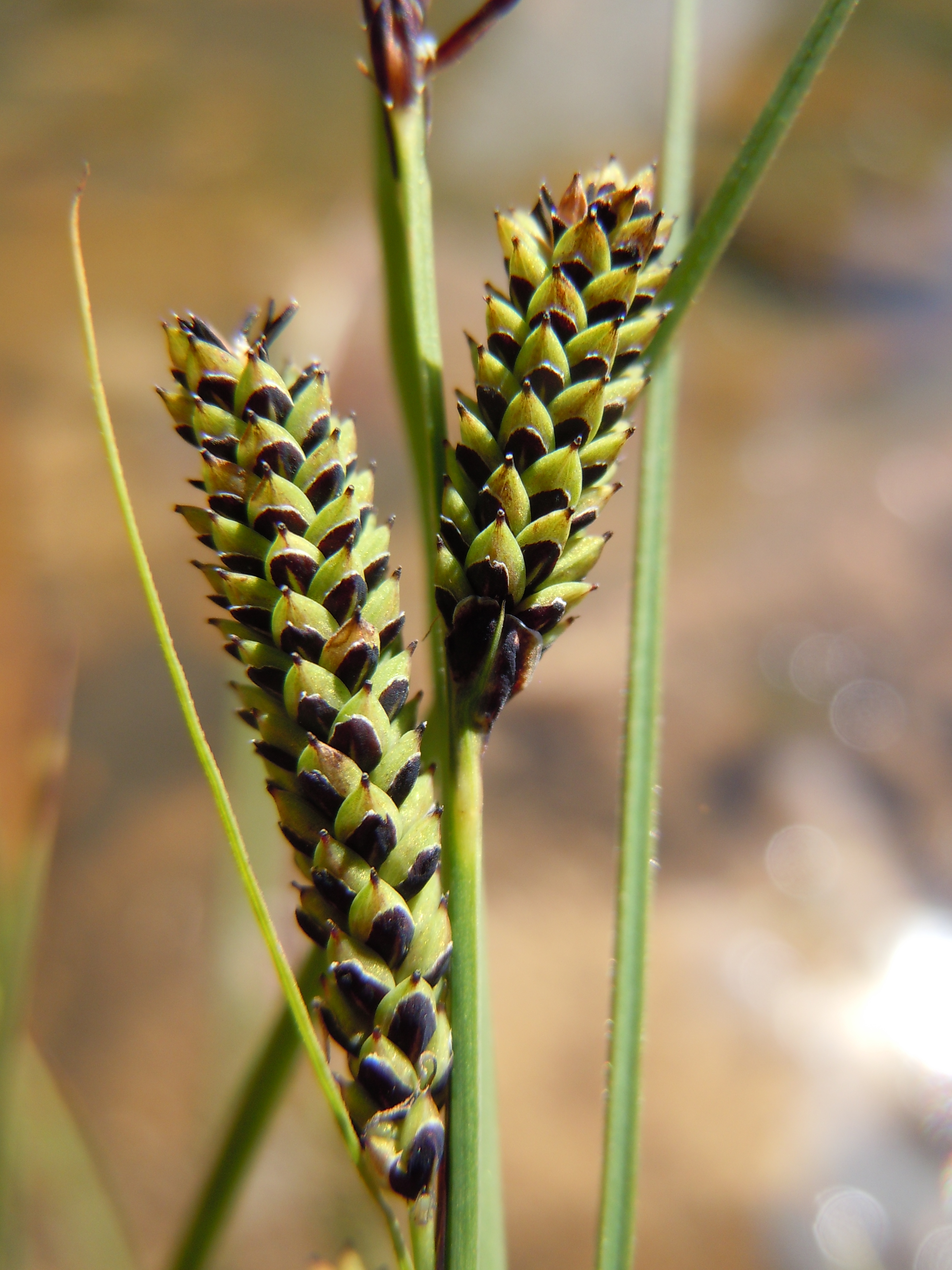
Vrouwelijke aren
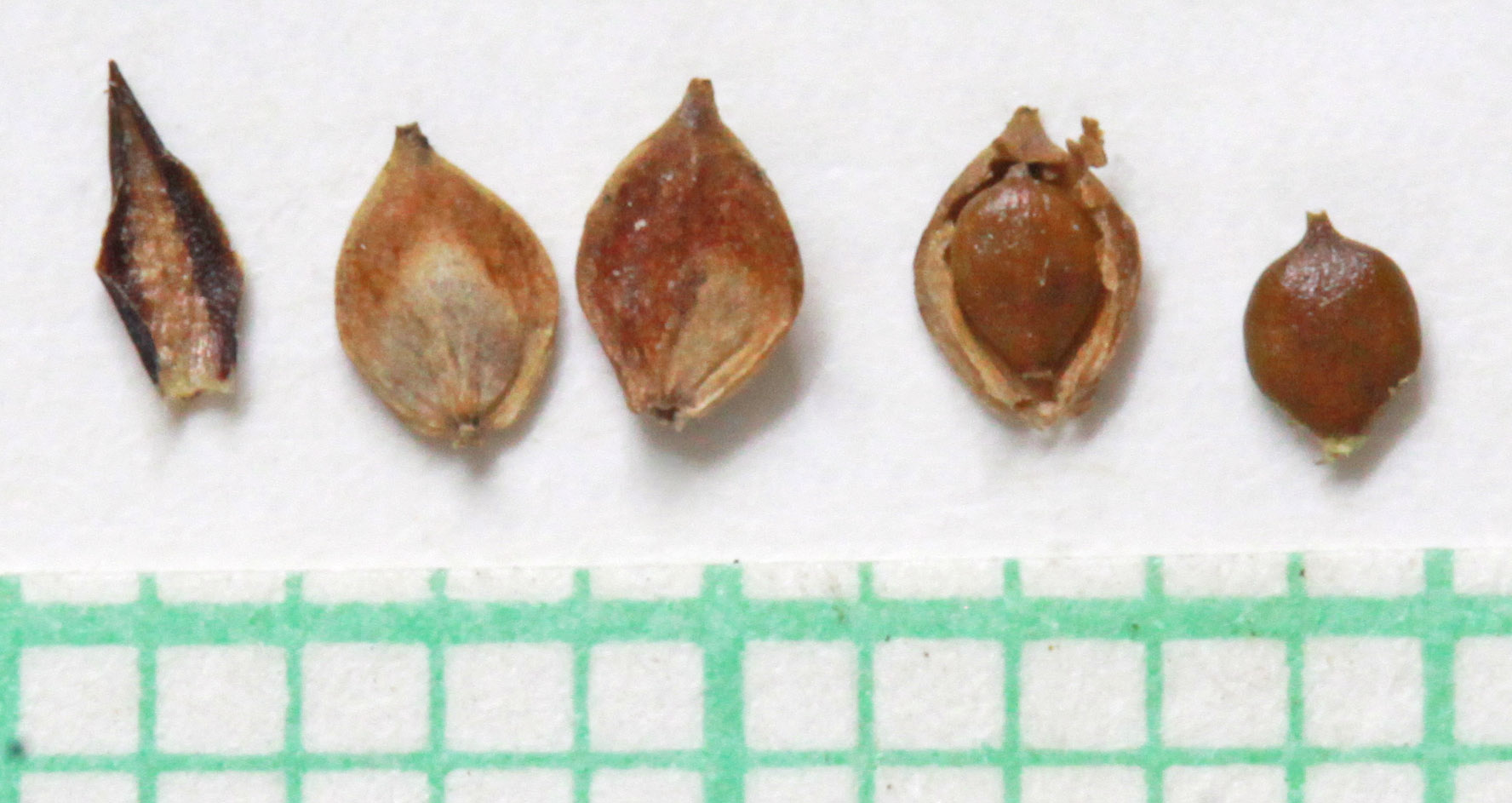
Kafjes, urntjes en nootjes

## Namen in andere talen
- Duits: Wasser-Segge
- Engels: Water Sedge, Leafy tussock sedge, Aquatic sedge
- Frans: Carex aquatique